# Семен Сулима
Семен Іванович Сулима (близько 1704 — 1766)  — переяславський полковник (1739–1766). Державний та військовий діяч Гетьманської України.

## Родовід
Семен Іванович Сулима доводиться правнуком гетьману Івану Сулимі, він так само продовжив військові традиції роду. Військову службу почав 1722 року. В універсалі гетьмана Данила Апостола від 30 вересня 1729 року на прохання про затвердження виборів баришівського сотника, з одного боку, вимагалося, «аби згаданої сотні отамання і товариство його, пана Семена Сулими, знаючи свого командира, віддавали йому честь і послух зі звичайного повинування». З другого ж боку, гетьман своїм універсалом вимагав від сотника виконання належних обов'язків перед товариством: «Він же взаємно повинен з тими сотняками обходитися чинно і порядно, задовольняючи кожного в потребі його слушною розправою і сатисфакцією, без образ, чого заради і корогву сотенну на зборах товариства вручити йому наказуємо».
Приблизно з середини XVII ст. з'явилися універсали гетьманів про те, що вони беруть того або іншого знатного товариша «під свій бунчук». Такі особи вилучалися з загальної полкової та сотенної юрисдикції і підпорядковувалися лише гетьманові, а також його суду. Наприкінці XVII ст. така категорія козацтва дістала назву «бунчукових товаришів». Отже, бунчуковий товариш Сулима став виконавцем гетьманських доручень військового та адміністративного характеру. Зокрема, 1729 року він мав особливі повноваження, коли приймав і супроводжував турецького посла при переїзді через Україну.

## Життєпис
Відзначився полковник і в походах на турків і татар. Семен Сулима брав участь у першому Кримському поході і навіть захопив у полон 12 татар. За мужність під час Кримського походу 1736 року він отримав похвальний лист від Людвіга, ландграфа Гессен-Гамбургського. В цьому поході Мініх (командувач військами) утратив половину армії, особливо великі втрати були серед українських козаків, крім того, у війську почалися пошесті. Не обминула хвороба і козацького воїна Семена Сулиму, внаслідок чого його відпустили з походу. 1737 року почався Карасубазарський похід на Очаків та Азов, в якому брали участь гетьманські, слобідські та запорізькі козаки, разом близько 50 тис. осіб. 1737 року Сулима мав військове звання переяславського полкового обозного і брав участь у цьому поході. За виявлену хоробрість в бою він отримав похвальний лист від генерала-фельдмаршала фон Леслі. Очаків здобули, але п'ять тисяч українців загинуло. Знову у війську почалися хвороби, які змусили армію відступити. Під час відступу загинуло ще кілька тисяч козаків та близько 40 тис. коней, взятих з України.
Семен Іванович Сулима продовжував здобувати славу і виказувати військову звитягу 1738 року в Бендерському, а 1739 року в Хотинському походах (у цьому поході також був його родич — Іван Павлович Сулима, полковий обозний, пізніше полтавський наказний полковник). За участь у Хотинському поході, в Таучанській баталії при взятті Хотина і при підкоренні всієї Молдавії Семен Сулима отримав царську грамоту і універсал Генеральної військової канцелярії на уряд полковництва. Отже, з 1739 року Сулима — переяславський полковник, і був на цьому уряді до смерті. Слід згадати, що полковник у межах свого полку мав величезні права. Він був воєначальником на війні, а на території полку — найвищим адміністратором. Йому були підпорядковані всі урядовці; він мав судові функції, отже міг карати їх; головував на раді старшин полку. Крім того, полковник був членом колегії генеральних старшин та з'їздів старшин, на які прибував на чолі полкової делегації. Уряд полковника був найвпливовішим в Україні після гетьмана.
За свої численні воєнні заслуги Сулима отримав гетьманські універсали на містечка: частину Баришівки та Переяслава, частину Сулимівки (дідівської) та Сулимівку над річкою Журавкою, села Каратуль, Михальчину Слободу, Власівку, Коржі, Богданівку.
Семен Іванович Сулима мав кохану дружину — Параску Василівну Савич, дочку лубенського полковника, з якою нажив найдорожчий скарб: шестеро синів та п'ять дочок. Своїм дітям вони прищепили любов до рідного краю, навчили творити добрі справи.
1740 року полковник Сулима виконував особливі доручення гетьмана щодо зустрічі посла Туреччини, оскільки було враховано, що він був високоосвіченою і поважною особою. Крім хисту до дипломатії та знання кількох мов, він також мав неабиякий природний художній смак.
Того ж року Сулима найняв талановитих художників (їхні прізвища поки що невідомі), які витворили іконостас Покровської церкви в с. Сулимівка (збудованої стараннями його прадіда — гетьмана Івана Сулими). Від цього іконостасу збереглися кілька ікон, портрети Семена Сулими та його дружини Параски. Ці твори вважаються шедеврами українського живопису заключного періоду козацького бароко. Основна храмова ікона Покрова Богородиці — своєрідний ктиторський портрет, властивий для тогочасної доби, він має величезне історичне, культове та родове значення. На ктиторських портретах художники зображували осіб (навіть померлих), які підтримували церкву або монастир. Таке мистецтво існувало ще з часів Київської Русі і доповнювало зображення інтер'єрів православних храмів для прославлення благочинності і добрих справ.
Серед сулимівських ікон є такі, що можуть за своєю художньою цінністю конкурувати з творами Рубенса, бо творці цих шедеврів — західні художники. Саме такою вважають фахівці ікону «Халев та Ісус Навін» — розглядачі Ханаана — землі обітованої" на сюжет Старого Завіту. Одна з сулимівських ікон — «Зустріч Марії та Єлизавети» зберігається у Львівському національному музеї. Були й інші: ікона «Зняття з хреста», написана на пергаменті, ікона на металі, виконана учнями Васнецова, ікона «Нев'янучий цвіт» — безцінні родинні скарби, доля яких невідома. Сулими завжди прикрашали свій родовий храм, виділяли кошти на його утримання. Тож коли полковник Сулима закінчив свій життєвий шлях 1766 року, його було поховано в родинній усипальниці — Покровській церкві с. Сулимівка. Цікава доля і його синів, вже далеких від козацької слави.

## Вшанування пам'яті
У місті Київ є вулиця Сулимівська. Названа на честь шляхетського роду до якого належав Семен Сулима.